# NGC 1378
NGC 1378 ist ein Doppelstern im Sternbild Chemischer Ofen am Südsternhimmel.
Das Objekt wurde am 19. Januar 1865 vom deutschen Astronomen Julius Schmidt entdeckt und fälschlicherweise in den NGC-Katalog aufgenommen.